# Cena Ivana Dejmala

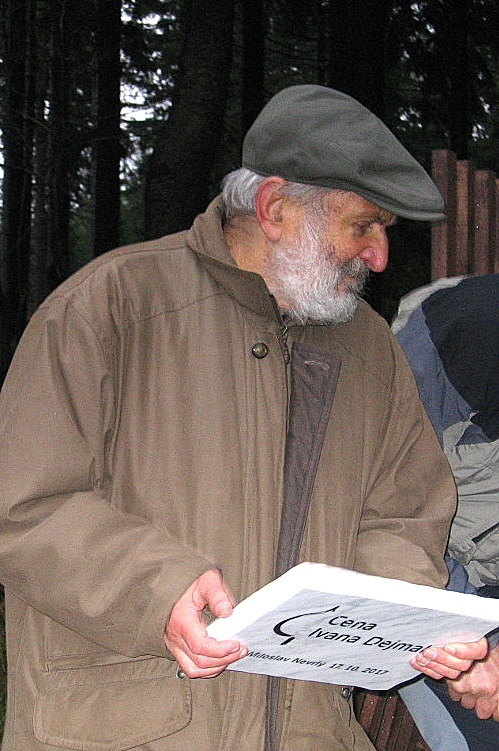
Miloslav Nevrlý přebírá cenu Ivana Dejmala

Cena Ivana Dejmala je ocenění udělované Společností pro krajinu a Nadací Ivana Dejmala pro ochranu přírody. Cena se uděluje jednou za dva roky jako čestné vyznamenání oceňující mimořádný pozitivní počin související s krajinou. Jejím cílem je navázat na myšlenky Ivana Dejmala.

## Laureáti
| Rok  | Laureát          | Důvod udělení ceny                                                                  |
| ---- | ---------------- | ----------------------------------------------------------------------------------- |
| 2009 | Čestmír Klos     | celoživotní propagace tématu krajiny a šíření myšlenek zlepšujících věci veřejné    |
| 2011 | Vladimír Buřt    | odpor proti prolomení limitů těžby v Podkrušnohoří                                  |
| 2013 | Dagmar Kjučuková | činnost Okrašlovacího spolku Zdíkovska                                              |
| 2015 | Martin Říha      | snaha o nalezení řešení, splňujících kritéria udržitelného rozvoje území            |
| 2017 | Miroslav Nevrlý  | popularizace přírody a historie Jizerských hor                                      |
| 2019 | Lubor Křížek     | dlouhodobá a příkladná činnost v oblasti nakládání s vodou                          |
| 2021 | Petr Orel        | dlouhodobá a příkladná činnost na projektu návratu orla skalního do České republiky |